# Trial3
Trial3 és la tercera categoria de suport del campionat del món de trial a l'aire lliure. Regulat per la FIM, el campionat s'anomena FIM Trial3 World Championship des del 2022, tot i que es disputa des del 2004, inicialment sota el nom de FIM Youth Trial Cup 125cc i reservat a pilots juvenils. Des del 2014 fins al 2021 s'anomenà FIM Trial World Championship 125cc.
El campionat està reservat a homes i dones d'entre 14 i 21 anys que tinguin permís de conduir vàlid per a motocicletes de fins a 125 cc o amb motor elèctric.

## Historial
A 26 de novembre de 2024
| Edició | Any  | Campió                   | Motocicleta |
| ------ | ---- | ------------------------ | ----------- |
| I      | 2004 | Daniel Gibert            | Gas Gas     |
| II     | 2005 | Daniel Oliveras          | Gas Gas     |
| III    | 2006 | Alexz Wigg               | Gas Gas     |
| IV     | 2007 | Alfredo Gómez            | Gas Gas     |
| V      | 2008 | Jack Challoner           | Beta        |
| VI     | 2009 | Jonathan Richardson      | Sherco      |
| VII    | 2010 | Pol Tarrés               | Gas Gas     |
| VIII   | 2011 | Jack Sheppard            | Beta        |
| IX     | 2012 | Steven Coquelin          | Gas Gas     |
| X      | 2013 | Quentin C. de Caudemberg | Beta        |
|        |      |                          |             |
| XI     | 2014 | Gaël Chatagno            | Sherco      |
| XII    | 2015 | Marco Fioletti           | Beta        |
| XIII   | 2016 | Jack Peace               | Gas Gas     |
| XIV    | 2017 | Lorenzo Gandola          | Scorpa      |
| XV     | 2018 | Billy Green              | Beta        |
| XVI    | 2019 | Kieran Touly             | Scorpa      |
| XVII   | 2020 | Pau Martínez             | Vertigo     |
| XVIII  | 2021 | Jack Dance               | Gas Gas     |
|        |      |                          |             |
| XIX    | 2022 | Harry Hemingway          | Beta        |
| XX     | 2023 | George Hemingway         | Beta        |
| XXI    | 2024 | George Hemingway         | Beta        |

1. ↑  Primera edició com a Campionat del Món de 125cc.
2. ↑  Primera edició com a Trial3.